# Lista de gêneros cinematográficos
Esta lista relaciona os gêneros cinematográficos, que são formas utilizadas para se distinguir os variados tipos de filmes, numa classificação derivada dos estudos literários, e serve como instrumento útil para a análise do cinema.
Normalmente utilizados para fins de categorização comercial. Nos últimos tempos têm-se vindo a abandonar a divisão dos filmes por gêneros.
- Ação
- Aventura
- Cinema de arte
- Chanchada
- Comédia
- Comédia de ação
- Comédia de terror
- Comédia dramática
- Comédia romântica
- Dança
- Documentário
- Docuficção
- Drama
- Espionagem
- Faroeste
- Fantasia
- Fantasia científica
- Ficção científica
- Filme épico
- Filmes com truques
- Filmes de guerra
- Filme policial
- Mistério
- Musical
- Romance
- Terror
- Thriller